# Abdul-Rahim Hamed
Abdul-Rahim Hamed (1963. május 23. –) iraki válogatott labdarúgó, futballcsatár, aki részt vett az 1986-os labdarúgó-világbajnokságon. Hazája bajnokságában az Al-Talaba és az Al-Jaish csapatában játszott.

## Pályafutása

### Klubcsapatokban
Profi pályafutása nagy részét az Al-Jaish klubnál töltötte, de játszott az Al-Talaba SC-nél is.
1985 és 1987 között három egymást követő szezonban gólkirály volt az iraki bajnokságban.

### A válogatottban
Részt vett a Los Angelesben megrendezett 1984-es olimpián, ahol a Jugoszlávia elleni találkozón (2–4) játszott. Tagja volt annak az iraki csapatnak is, amely 1985-ben megnyerte a marokkói pánarab játékokat és a szaúd-arábiai arab bajnokságot is.
Miután Ahmed Radhi és Huszejn Szaíd mellett kilenc góllal társgólkirály lett, Evaristo de Macedo behívta az iraki vb-keretbe a mexikói világbajnokságra. Az iraki válogatottal a csoportmérkőzések során három mérkőzést játszott: Paraguay, Belgium és Mexikó ellen.
1986-ban a 8. Öböl-kupán mesterhármast ért el az ománi labdarúgó-válogatott ellen.
1988-ban a jordániai Ammánban az arab nemzetek kupáján büntetőkkel legyőzték Szíriát, és megszerezték – az akkor rekordnak számító – 4. kupagyőzelmüket.

### Edzőként
Dolgozott többek között az Egyesült Arab Emírségekben az Al Dhaid SC-nél, az iraki Erbil SC-nél, az Al-Minaa SC-nél és az Al-Sinaa SC-nél. Segédedzőként aktív részese volt annak, hogy hazája válogatottja 2007-ben megnyerte az Ázsia-kupát. 2014-ben az iraki U20-as válogatottat irányította. 2015 és 2018	majd 2019 és 2021 között az iraki válogatott másodedzőjeként tevékenykedett.

## Sikerei, díjai
- A pánarab játékok győztese: 1985
- Arab nemzetek kupája: 1985, 1988

## Statisztika

### Góljai a válogatottban
megjegyzés Az eredmények az iraki válogatott szemszögéből értendők.
| Ssz. | Dátum                | Helyszín                        | Ellenfél  | Gólja | Végeredmény | Verseny                                |
| ---- | -------------------- | ------------------------------- | --------- | ----- | ----------- | -------------------------------------- |
| 1.   | 1986. április 6.     | Bahreini Nemzeti Stadion, Riffa | Omán      | 1–0   | 3–2         | 8. Öböl-kupa                           |
| 2.   | 1986. április 6.     | Bahreini Nemzeti Stadion, Riffa | Omán      | 2–0   | 3–2         | 8. Öböl-kupa                           |
| 3.   | 1986. április 6.     | Bahreini Nemzeti Stadion, Riffa | Omán      | 3–0   | 3–2         | 8. Öböl-kupa                           |
| 4.   | 1986. szeptember 23. | Tegu Stadion, Tegu              | Pakisztán | 2–1   | 5–1         | Labdarúgás az 1986-os Ázsiai Játékokon |

## Fordítás
- Ez a szócikk részben vagy egészben  a   Rahim Hameed című angol Wikipédia-szócikk ezen változatának fordításán alapul.  Az eredeti cikk szerkesztőit annak laptörténete sorolja fel. Ez a jelzés csupán a megfogalmazás eredetét és a szerzői jogokat jelzi, nem szolgál a cikkben szereplő információk forrásmegjelöléseként.